# Weremień
Weremień est une localité polonaise de la gmina et du powiat de Lesko en voïvodie des Basses-Carpates.